# Milladoiro
Milladoiro es un grupo musical español de música folk celta originario de Galicia, nacido a finales de la década de 1970 de la unión de la formación tradicional Faíscas do Xiabre con los músicos Antón Seoane y Rodrigo Romaní. Además Milladoiro está considerado como uno de los grupos de música celta más valorados internacionalmente y ha tocado con The Chieftains en numerosas ocasiones.

## Trayectoria
Su primer concierto fue el 15 de mayo de 1979 en el Colegio Salesianos de La Coruña (Galicia). Su versatilidad, demostrada no sólo en sus trabajos como grupo, sino en otras producciones y colaboraciones, les sirvió para ganar el Goya a la mejor música original en la primera edición de los Premios Goya en 1986 por la banda sonora original de la película La mitad del cielo, de Manuel Gutiérrez Aragón, así como diversos premios y reconocimientos oficiales de la Junta de Galicia (como la Medalla Castelao en el 2004 o la Medalla de Oro de Galicia en el 2012) y de otras organizaciones.
Milladoiro es uno de los principales embajadores de la cultura gallega por todo el mundo, además de participar en el campo de la fusión e investigación de nuevas formas artísticas.

## Instrumentos
Han realizado durante años una larga e incansable labor de recuperación y reivindicación de la tradición musical gallega. Emplean instrumentos como la gaita gallega, la gaita irlandesa, el arpa celta, el bodhrán, la pandereta o la zanfona, junto a otros más universales como el clarinete, la flauta travesera, el violín, el tin whistle o el bouzouki.

## Componentes

### Formación actual
- Xosé V. Ferreirós: gaita, oboe, tin whistle, mandolina y bouzouki (1978-).
- Nando Casal: gaita, clarinete, tin whistle, cromorno (1978-).
- Moncho García Rei: bodhrán, tamboril, percusión (1978-).
- Harry.c: violín (1998-).
- Manú Conde: guitarras, bouzouki (2000-).
- Manuel Riveiro: acordeón, teclados (2013-).

### Formación original
- Xosé V. Ferreirós: gaita, oboe, tin whistle, mandolina y bouzouki (1978-).
- Moncho García Rei: bodhrán, tamboril, percusión (1978-).
- Nando Casal: gaita, clarinete, tin whistle, cromorno (1978-).
- Antón Seoane: guitarra, acordeón, teclados (1978-2013).
- Rodrigo Romaní: arpas, guitarras, bouzouki, ocarina, arpa de boca y voz (1978-2000).
- Xosé A. Méndez: flauta travesera, flauta de pico (1979-2013).
- Laura Quintillán: violín (1979-1980).

### Otros componentes
- Michel Canadá: violín (1980-1993).
- Antón Seijó: violín (1993-1997).
- Roi Casal: arpa, bouzouki, ocarina, percusión (2000-2009).

## Discografía
- 1979 A Galicia de Maeloc
- 1980 O Berro Seco
- 1982 3
- 1984 Solfafría
- 1986 Galicia no país das Maravillas
- 1989 A Galicia de Maeloc / O berro seco (álbum recopilatorio)
- 1989 Castellum Honesti
- 1991 Galicia no Tempo
- 1993 Vía Láctea
- 1993 A Xeometria da Alma
- 1994 Iacobus Magnus
- 1995 Gallaecia Fulget
- 1995 As Fadas de Estraño Nome (álbum en directo)
- 1996 Antoloxia
- 1999 No confín dos verdes castros
- 1999 Auga de Maio
- 2001 Gloria Tibi Sit
- 2002 Todas sus grabaciones en CBS (1982–1986, álbum recopilatorio)
- 2002 O niño do Sol[4]
- 2002 Adobrica suite
- 2005 25
- 2006 Unha estrela por guía
- 2008 A Quinta das Lágrimas
- 2016 Milladoiro en Ortigueira (CD+DVD)
- 2018 Atlántico
- 2022: Cantigas de amigo(s)

### Bandas sonoras
- 1987 Divinas Palabras
- 2000 Tierra del Fuego, junto a Ángel Parra

## Premios y reconocimientos
Premios Goya
| Año       | Categoría             | Película           | Resultado |
| --------- | --------------------- | ------------------ | --------- |
| I edición | Mejor música original | La mitad del cielo | Ganador   |

Medallas del Círculo de Escritores Cinematográficos
| Año  | Categoría    | Película       | Resultado |
| ---- | ------------ | -------------- | --------- |
| 1995 | Mejor música | El rey del río | Ganador   |

Otros premios
- Medalla Castelao (2004)[2]
- Medalla de Galicia (2012)[3]